# San Mango sul Calore
San Mango sul Calore är en ort och kommun i provinsen Avellino i regionen Kampanien i Italien. Kommunen hade 1 169 invånare (2017).
Den gränsar till kommunerna Castelvetere sul Calore, Chiusano di San Domenico, Lapio, Luogosano, Paternopoli samt Taurasi.
Orten raserades vid den irpinska jordbävningen 1980.